# Альбрехт, Герман Александрович
Герман Александрович Альбрехт (11 сентября 1878, Псков — 24 ноября 1933, Ленинград) — российский врач-ортопед, протезист, доктор медицины, первый директор Ленинградского научно-исследовательского института протезирования (с 1999 года — Санкт-Петербургский НЦЭПР им. Г. А. Альбрехта, с 2017 года — ФГБУ ФНЦРИ им. Г. А. Альбрехта Минтруда России).
Известен как один из основоположников протезирования в Российской империи и СССР.

## Биография
Герман Александрович Альбрехт родился 11 сентября 1877 года в Пскове, в семье помощника классного наставника в Псковском реальном училище.
Окончил в 1903 году с отличием Императорскую военно-медицинскую академию. До 1914 года работал в ортопедической клинике профессора Г. И. Турнера при академии. Был удостоен степени доктора медицины в 1907 году после защиты диссертации на тему «К патологии и терапии боковых искривлений колена».
В годы Первой мировой войны работал главным врачом госпиталя и начальником эвакуационного пункта на Северо-Западном фронте (1914—1915). С 1915 года — помощник главврача Мариинского приюта для ампутированных и увечных воинов. В 1918 году Мариинский приют был реорганизован при его участии в Институт протезирования (ныне — Федеральное государственное бюджетное учреждение «Федеральный научный центр реабилитации инвалидов им. Г. А. Альбрехта» Министерства труда и социальной защиты Российской Федерации. (ФГБУ ФНЦРИ им. Г. А. Альбрехта Минтруда России). Герман Александрович был назначен директором института и руководил им до конца жизни.
Г. А. Альбрехт известен как разработчик медицинских основ протезирования, теории построения активных протезов бедра и плеча, ортопедических корсетов и обуви.
Скончался от пневмонии. Похоронен в Санкт-Петербурге на Казачьем кладбище Александро-Невской лавры.

Могила Альбрехта на Казачьем кладбище Александро-Невской лавры Санкт-Петербурга.

## Научные труды
Является автором ряда изобретений, опубликованных 54-х научных работ, посвященных отдельным вопросам ортопедии и протезирования.
- К патологии и терапии боковых искривлений колена, дисс., Спб., 1907
- Рациональные методы ампутации с точки зрения протезирования, Труды 17-го съезда росс, хир., с. 254, Л., 1925
- К технике протезирования и сущности изготовления ортопедического съемного корсета, Вестн. хир., т. 7, кн. 20, с. 117, 1926
- Методы автора коленного и голеностопного артродезов, Нов. хир., т. 2, № 1, с. 26, 1926
- Активные верхние конечности, рабочие приспособления и их значение в связи с приспособляемостью ампутированных увечных, Журн. совр. хир., т. 2, в. 1, с. 147, 1927
- Отдаленные результаты костнопластических ампутаций голени и бедра, там же, в. 5-6, с. 841
- Влияние протезирования на повышение трудоспособности увечных с ампутациями верхних конечностей, в кн.: Вопр. протезирования, под ред. Э. Ю. Остен-Сакена, в. 1, с. 11, Л., 1935
- Влияние протезирования на характер и степень повышения трудоспособности увечных с ампутациями и деформациями нижних конечностей, там же, с. 3.